# 满洲龟
满洲龟（学名：Manchurochelys）是已灭绝的真曲颈龟下目中的一属，存於白垩纪时期的中国东北，发现於辽西义县组尖山沟层，是一种罕见的化石。

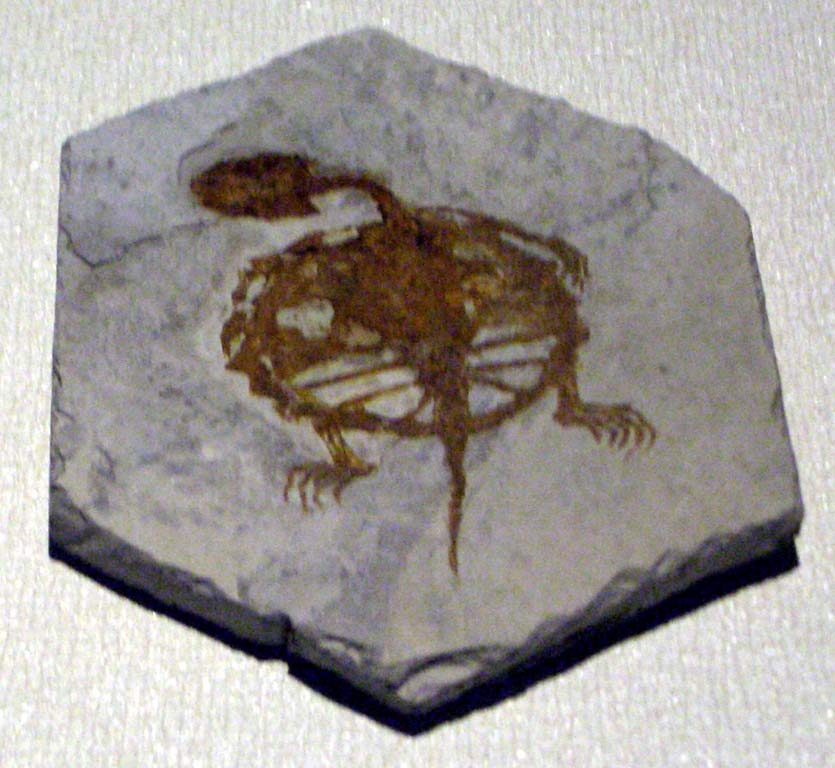
辽西满洲龟化石

满洲龟属的学名是於1942年由遠藤隆次和鹿間時夫命名，包含辽西满洲龟、满洲满洲龟和东海满洲龟3个物种，与现代的鳄龟科（Chelydridae）有亲缘关系。目前满洲龟被分到中国龟科下，不过有观点认为将其分到大贝氏龟科（Macrobaenidae）更恰当。

## 延伸阅读
- （英文）The Age of Dinosaurs in Russia and Mongolia by Michael J. Benton, Mikhail A. Shishkin, David M. Unwin, and Evgenii N. Kurochkin
- （英文）The Osteology of the Reptiles by Alfred Sherwood Romer